# Cheilosia heptapotamica
Cheilosia heptapotamica är en tvåvingeart som beskrevs av Stackelberg 1963. Cheilosia heptapotamica ingår i släktet örtblomflugor, och familjen blomflugor. Inga underarter finns listade i Catalogue of Life.